# 卵の緒
『卵の緒』（たまごのお）とは、瀬尾まいこによる日本の小説である。この本には「卵の緒」と「7's blood」の二つの話が収録してある。「卵の緒」は第7回坊っちゃん文学大賞受賞作である。

## あらすじ
「卵の緒」
「僕は捨て子だ。」これはふざけているのではなくきちんと証拠もある。だって、僕には父さんがいない。それに親子の証であるというへその緒を母さんは見せてくれない。それでも母さんは誰よりも僕を愛してくれている。僕も口には出さないけれど母さんが大好きだ。親子を繋ぐものとは何か。本当の親子とは何か。
「7's blood」
七子と七生は異母兄弟。高校生の七子はいつもいい子ぶる小学生の七生が嫌い。だが、一緒に暮らすうちに七子は七生をいとおしく思うようになる。